# Reese Witherspoon
Laura Jeanne Reese Witherspoon (Nueva Orleans, 22 de marzo de 1976) es una actriz y productora de cine y televisión estadounidense, ganadora de un Óscar, un Globo de Oro, un BAFTA y un Premio del Sindicato de Actores.
A finales de la década de 1990 surgió en el cine como una actriz prometedora. En 1998 apareció en películas importantes como: Urgente por accidente y Amor en colores. Al año siguiente, Witherspoon participó en Elecciones, aclamada por la crítica, que le valió una nominación al Globo de Oro como mejor actriz; pero ganó gran fama internacional cuando protagonizó la película Cruel Intentions y fue nominada a tres premios. El año 2001 marcó un punto de inflexión en su carrera, con el papel estelar de Elle Woods en el éxito de taquilla Legally Blonde. En 2002 protagonizó Sweet Home Alabama, que se convirtió uno de los mayores éxitos comercial entre sus películas hasta la fecha, y en 2003 se la vio a su regreso como actriz principal y productora ejecutiva en la película Legally Blonde 2. En 2005 recibió la atención del público y la alabanza de la crítica por su interpretación de June Carter Cash en la película Walk the Line, que le valió un Premio Óscar, un Globo de Oro, un premio BAFTA y el Premio del Sindicato de Actores a la mejor actriz en un papel protagonista.

## Primeros años y educación
Witherspoon nació en el antiguo Hospital Bautista del Sur (ahora el Centro Médico Ochsner Bautista) en Nueva Orleans, Luisiana, Estados Unidos donde sus padres vivían, mientras que su padre era un estudiante de la Tulane University. Su padre, John Draper Witherspoon, Sr., es un otorrinolaringólogo, nacido en Georgia, quien anteriormente se desempeñó como teniente coronel en la reserva del Ejército de Estados Unidos.
Su madre, Mary Elizabeth "Betty" (de soltera Reese), nació en Harriman, Tennessee, tiene un doctorado en enfermería pediátrica y trabaja como profesora de enfermería en la Universidad Vanderbilt. Witherspoon afirma ser descendiente directa del escocés, John Witherspoon, firmante de la Declaración de Independencia de los Estados Unidos y sexto presidente de la Universidad de Princeton. También es descendiente de John Knox, líder de la Reforma Protestante en Escocia.
Vivió durante cuatro años de su niñez en Wiesbaden, (Alemania) debido a que su padre trabajo para los militares de EE. UU. en aquel lugar. Después regresó a Estados Unidos y se estableció en Nashville, Tennessee con su madre, donde se crio como episcopaliana.
A la edad de siete años, fue seleccionada como modelo para comerciales de televisión de una floristería, lo que la motivó a tomar clases de actuación y a los once años ocupó el primer lugar en la feria de talentos de Estados Unidos. Recibió buenas calificaciones en la escuela. Le encantaba leer y al mencionar su amor por los libros, dijo,

"Me vuelvo loca en una biblioteca, hace que mi corazón lata con fuerza porque quiero comprar todo."

Asistió a la escuela secundaria en la Academia Harding y se graduó en la prestigiosa escuela para chicas Harpeth Hall School en Nashville, Tennessee, donde fue animadora. Asistió a la Universidad de Stanford, pero tras completar un año de estudios, dejó la universidad para comenzar su carrera artística.
Witherspoon está orgullosa de la "educación definitiva del Sur" que recibió, lo que, según dijo, le dio "un sentido de familia y la tradición" y le enseñó acerca de "ser consciente de los sentimientos de la gente, ser amable, ser responsable y no dar por sentado lo que tienes en tu vida". Reese se describe como una "multi-cumplidora" y ha sido apodada por sus padres como "Pequeño Tipo A" ("Little Type A")

## Carrera

### 1991-2000: Primeros trabajos y avances
Witherspoon asistió a un casting abierto en 1991 para The Man in the Moon, con la intención de hacer una audición para un pequeño papel; pero en lugar de eso fue elegida para el papel principal de Dani Trant, una chica de campo de 14 años que se enamora por primera vez con su vecino de 17 años. Según The Guardian, su actuación causó una buena impresión. El crítico de cine Roger Ebert comentó: «Su primer beso es una de las pequeñas escenas más perfectas que he visto en una película». Por su papel, Witherspoon fue nominada al Premio Young Artist, en la categoría de Mejor actriz joven. Más tarde ese año, hizo su debut televisivo en Wildflower con Patricia Arquette. En 1992, Witherspoon apareció en la película para televisión Desperate Choices: To Save My Child, interpretando a una joven críticamente enferma.
En 1993, Witherspoon interpretó a una joven esposa, Nonnie Parker, en la miniserie de CBS Return to Lonesome Dove, apareció en la película de Disney A Far Off Place y tuvo un papel menor en Jack the Bear, junto con Danny DeVito y Miko Hughes que le valió el Premio Young Artist a la mejor coprotagonista actriz juvenil. Al año siguiente, tuvo otro papel principal como Wendy Pfister en la película S.F.W. de 1994, dirigida por Jefery Levy. En 1996, Witherspoon protagonizó dos películas importantes: el thriller Fear junto a Mark Wahlberg, como Nicole Walker, una adolescente que comienza a salir con un hombre con tendencias obsesivas, y el thriller de comedia negra Freeway, junto a Kiefer Sutherland y Brooke Shields, en la que interpretó a Vanessa Lutz; una niña pobre que vive en Los Ángeles y que se encuentra con un asesino en serie camino a la casa de su abuela en Stockton. La película recibió críticas positivas de los críticos; Mick LaSalle, del San Francisco Chronicle, escribió: «Witherspoon, que tiene acento de Texas, es deslumbrante, absolutamente creíble en una situación extrema tras otra». La actuación de Witherspoon le valió el premio a la Mejor actriz en el Festival de Cine de la Policía de Cognac y ayudó a establecerla como una estrella en ascenso. La producción de la película también le brindó una importante experiencia como actriz; ella dijo: «Una vez que superé el obstáculo de esa película, que me asustó muchísimo, sentí que podía intentar cualquier cosa».
En 1998, Witherspoon tuvo papeles importantes en tres películas: Overnight Delivery, Pleasantville y 'Twilight. En Pleasantville, protagonizó junto a Tobey Maguire] una historia sobre hermanos adolescentes de los años 90 que son transportados mágicamente al escenario de una serie de televisión de los años 50. Ella interpretó a Jennifer, la hermana del personaje de Maguire que se preocupa principalmente por las apariencias, las relaciones y la popularidad. Su actuación le valió elogios y le valió el Premio Young Hollywood a la Mejor actuación revelación femenina. El director Gary Ross aplaudió sus esfuerzos diciendo: «ella se compromete completamente con un personaje y entiende la comedia».
Un año después, Witherspoon coprotagonizó con Alessandro Nivola el thriller dramático Best Laid Plans; interpretó a Lissa, una mujer que conspira con su amante Nick para escapar de un pequeño pueblo sin salida. También en 1999, coprotagonizó con Sarah Michelle Gellar y Ryan Phillippe el drama Cruel Intentions, una versión moderna de la novela francesa del siglo XVIII Les Liaisons Dangereuses. El crítico del San Francisco Chronicle elogió su interpretación de Annette Hargrove: «Witherspoon es especialmente buena en el papel menos llamativo, e incluso cuando se le pide que haga una serie de lindas caras diabólicas, lo logra». También apareció en un vídeo musical de Marcy Playground para la banda sonora de la película. A continuación, apareció en Election (1999) junto a Matthew Broderick, basada en la novela homónima de Tom Perrotta. Por su interpretación de Tracy Flick, obtuvo elogios y sus primeras nominaciones a los Globos de Oro y a los Premios Independent Spirit. También ganó el Premio a la mejor actriz de la Sociedad Nacional de Críticos de Cine y la Sociedad de Críticos de Cine en Línea. Witherspoon recibió una clasificación en la lista de las 100 mejores actuaciones cinematográficas de todos los tiempos según Premiere. El director Alexander Payne dijo: «Ella [Witherspoon] tiene esa cualidad que los hombres encuentran atractiva, mientras que a las mujeres les gustaría ser su amiga. Pero eso es sólo la base. Nadie más es tan divertido ni aporta tanto encanto a las cosas. Ella puede hacer cualquier cosa».
Tras el éxito de Election, Witherspoon tuvo dificultades para encontrar trabajo debido al encasillamiento. «Creo que debido a que el personaje que interpreté era tan extremo y algo astuto, la gente pensaba que eso era lo que yo era, en lugar de que yo entrara y creara un papel. Hacía audiciones para cosas y siempre sería la segunda opción: los estudios. «Nunca quise contratarme y no estaba perdiendo los papeles ante grandes actrices de taquilla, sino ante aquellas sobre las que supongo que la gente sentía algo diferente», dijo. En 2000, Witherspoon tuvo un papel secundario en American Psycho como la novia trofeo de Patrick Bateman, e hizo un cameo en Little Nicky como la madre del Anticristo. También hizo una aparición especial en la sexta temporada de Friends como Jill, la hermana de Rachel Green.

### Reconocimiento mundial (1999–2004)
En 1999, Witherspoon protagonizó junto a Alessandro Nivola en el thriller Un plan perfecto. En este mismo año, coprotagonizó con Sarah Michelle Gellar y Ryan Phillippe, quien se convertiría poco después en su esposo, la película Crueles Intenciones, una versión moderna de la novela francesa del siglo XVIII Las amistades peligrosas. Su actuación como Annette Hargrove fue elogiada por el diario San Francisco Chronicle:

"Witherspoon es especialmente buena en el papel por lo menos llamativo, e incluso cuando se vea obligada a hacer una serie de lindos rostros diabólicos, ella se lo quita".

Casualmente, ella apareció en un vídeo musical de Marcy Playground para la banda sonora de la película. Esta cinta sería la que la catapultaría definitivamente como la nueva estrella juvenil. En el mismo año, Witherspoon y Matthew Broderick, protagonizaron la adaptación cinematográfica de la novela Election, por Tom Perrotta. Reese retrató a Tracy Flick, una estudiante competitiva y ambiciosa sobre-cumplidora, que se postula para presidenta del consejo estudiantil. Gracias a este personaje, Reese pudo demostrar su verdadero talento como actriz, siendo el de Tracy Flick uno de los papeles más aclamados por la crítica, por la que obtuvo su primera nominación al Globo de Oro a la mejor actriz. Además ganó el Premio a la Mejor Actriz de la Sociedad Nacional de Críticos de Cine y la Sociedad de Críticos de Cine Online y una nominación al Independent Spirit Award.
Witherspoon también recibió una clasificación en la lista de las 100 representaciones de película más grande de todos los tiempos por Premiere, Premio de la Academia - el director ganador Alexander Payne, la elogió:

"Ella tiene esa cualidad que los hombres encuentran atractiva, mientras que las mujeres les gustaría ser su amiga. Pero eso es sólo la base. Nadie es tan divertido o da un encanto a las cosas. Ella puede hacer cualquier cosa".

A pesar de su exitoso desempeño, Witherspoon señaló en una entrevista que luchaba por conseguir trabajo después de terminar la película, debido al encasillamiento. Al analizar las razones detrás de su dificultad para encontrar trabajo, Witherspoon comentó:

"Creo que debido a que el personaje que interpreté era tan extremo y una especie de mal genio - la gente pensaba que era yo, y no me va y la creación de una parte, me permito una audición para las cosas y yo siempre sería la segunda opción -. Estudios nunca quería contratarme y yo no estaba perdiendo las partes a las grandes actrices de la taquilla, sino a los que supongo que la gente percibe de manera diferente".

En 2000, Witherspoon recibió un papel secundario en el polémico filme American Psycho (adaptación de la novela del mismo título) e hizo un cameo en la comedia de Adam Sandler Little Nicky. También apareció como estrella invitada en la sexta temporada de Friends, interpretando el papel de Jill Green, la hermana de Rachel Green protagonizada por Jennifer Aniston. Al año siguiente, Witherspoon proporcionó la voz de Serena en la película animada The Trumpet of the Swan, producido por Crest Animation Productions.
2001 marcó un punto de inflexión en la carrera de Reese; la nueva promesa se convierte en Elle Woods en el filme Legally Blonde (titulado en el mercado hispano Legalmente rubia y en España Una rubia muy legal). Elle, una joven que se trasladó a estudiar a la Universidad Harvard para demostrar a su exnovio que valía y así conseguir que volviera con ella. Hablando de su personaje, Woods, Witherspoon dijo:

"Cuando leí Legalmente Rubia, yo estaba como, 'Ella es de Beverly Hills, ella es rica, está en una hermandad de mujeres. Tiene un novio muy bien. Oh sí, ella se descarta. ¿A quién le importa? Yo todavía la odio'. Así que tuvimos que asegurarnos de que ella era la clase de persona que simplemente no se puede odiar".

Legalmente Rubia fue un éxito de taquilla, recaudando en EE. UU. $ 96 millones en el país. El rendimiento de Witherspoon ganó elogios de los críticos, la prensa comenzó a referirse a ella como "la nueva Meg Ryan". Entre las críticas se encuentra la de Seattle Post-Intelligencer que llegó a la conclusión:

"Witherspoon es una comediante talentosa que puede animar una escena con sólo marchar llena de energía y poderosa; ella está en esta comedia modesta, casi en solitario".

Por su trabajo, Witherspoon ganó su segundo Globo de Oro a Mejor Actriz y un MTV Movie Award por Mejor Actuación en Comedia. En 2003, Witherspoon vuelve a interpretar a Elle en su secuela Legalmente rubia 2: rojo, blanco y rubio. Su personaje se ha convertido en una abogada educativa en Harvard, que está decidida a proteger a los animales de la ciencia y de las pruebas de la industria de cosméticos. La película obtuvo en general críticas negativas.
En 2002, Witherspoon presta su voz para el personaje animado Greta Wolfcastle en el episodio de Los Simpson: "Bart quiere lo que quiere" ("The Bart Wants What It Wants"). En el mismo año retrato a Cecily en la película La importancia de llamarse Ernesto, una adaptación al cine de la obra de Oscar Wilde, en la que recibió una nominación a los Teen Choice Award por su actuación.
Su siguiente largometraje en 2002 fue de Sweet Home Alabama, una película dirigida por Andy Tennant. Junto a Josh Lucas y Patrick Dempsey, Witherspoon interpreta a Melanie Carmichael, una diseñadora de moda joven que tiene la intención de casarse con un político de Nueva York, pero debe regresar a Alabama para divorciarse de su novio de la infancia, de quien se ha separado durante siete años. Witherspoon considera esto como un "papel personal" en que el papel le recordaba a las experiencias que tuvo cuando se mudó desde su ciudad natal de Nashville a Los Ángeles. La película se convirtió en el mayor éxito de taquilla hasta la fecha de Witherspoon, ganando más de $ 35 millones en la apertura de fin de semana y recaudó más de $ 127 millones a nivel nacional en los EE. UU.
A pesar del éxito comercial, Sweet Home Alabama recibió comentarios negativos por los críticos. Fue llamaba "una comedia romántica para olvidar, aburrida y predecible" por The Miami Herald, y la prensa ampliamente había aceptado que Witherspoon fue el único factor que ayudó a la película a atraer a un público general. Al describir el papel de Witherspoon en la película, The Christian Science Monitor concluyó:

"Ella no es la atracción principal de la película, ella es su único atractivo".

Por Sweet Home Alabama donde ganó dos premios Teen Choice Awards y una nominación al MTV Movie Awards.
En 2004 protagonizó una adaptación de la novela clásica del siglo XIX Vanity Fair, dirigida por Mira Nair. El personaje de Witherspoon en La feria de las vanidades, Becky Sharp, es una mujer cuya empobrecida infancia la convierte en una persona ambiciosa, con una determinación implacable en busca de fortuna y establecer una posición en la sociedad. Con este film, la rubia actriz vuelve al cine independiente y logra sacarse el estigma de rubia tonta, demostrando a la crítica que es una actriz completa. Witherspoon estaba embarazada durante el rodaje de esta película y fue por lo tanto, cuidadosamente disfrazada para ocultar su embarazo. Este embarazo no fue un obstáculo para su trabajo, como Witherspoon creía que el embarazo había, de hecho, ayudado a su interpretación del personaje de Sharp:

"Me encanta la luminosidad que el embarazo trae, me encanta la carnosidad, me encanta".

La interpretación de Sharp recibió buenas críticas, de parte de The Hollywood Reporter, The Charlotte Observer y Los Angeles Times llegó a la conclusión de que Becky

"Es una parte de Reese Witherspoon que nació para ser interpretada".

Fue candidata al premio a la mejor actriz en el Festival de Venecia.

### Walk the Liney trabajos post Óscar (2005–2009)

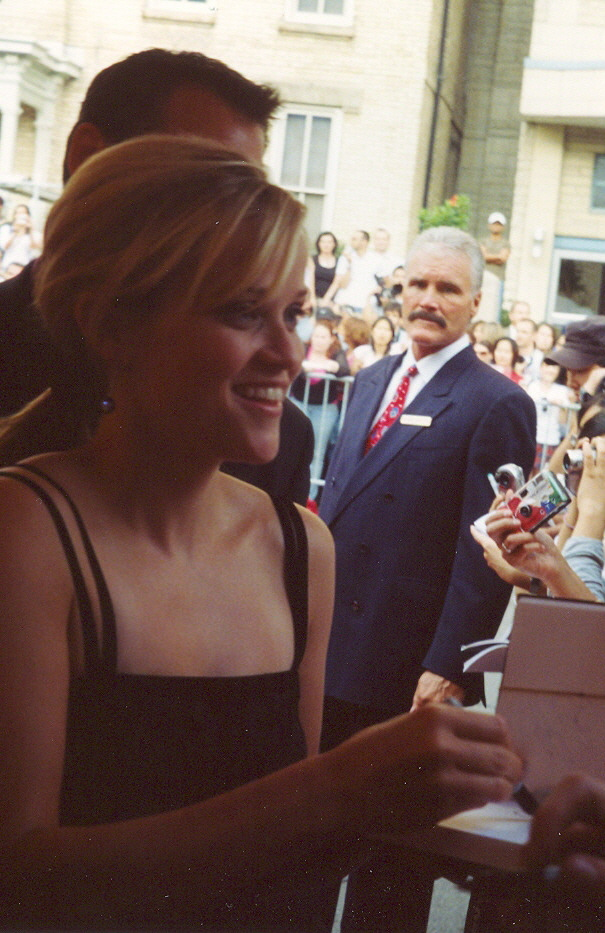
Reese en el estreno de En la cuerda floja, en el Festival Internacional de Cine de Toronto 2005.

2005 es el año de Reese Witherspoon. Empieza con un nuevo éxito en la taquilla, Just Like Heaven, junto a Mark Ruffalo en la comedia romántica. Su personaje, Elizabeth Masterson, es una médica joven y ambiciosa que en camino a una cita a ciegas se mete en un accidente de coche, y queda en un estado de coma. Su espíritu regresa a su antiguo apartamento, donde más tarde encuentra el verdadero amor. A principios de ese año Witherspoon fue elegida para representar June Carter Cash, la segunda esposa del cantante de música country y el compositor Johnny Cash, en Walk the Line (En la cuerda floja). Ella nunca tuvo la oportunidad de conocer a Carter Cash, pues se encontraba filmando Vanity Fair en el momento en que Carter Cash murió. Witherspoon llevaba a cabo sus propias voces en la película, al igual que el actor Joaquín Phoenix (Johnny Cash), y sus canciones tenían que ser realizadas frente a una audiencia en vivo. Cuando se enteró de que tenía que tocar en vivo, Witherspoon estaba tan preocupada que le pidió a su abogado para rescindir el contrato de la película. "Esa fue la parte más difícil del papel", recordó más tarde en una entrevista:

"Yo nunca había cantado profesionalmente".

Posteriormente, tuvo que pasar seis meses para aprender a cantar para el papel. Fue en el mes de noviembre cuando toda la carrera de Reese tomaría un nuevo rumbo. En ese mes se estrena en Estados Unidos la película En la cuerda floja. La película se estrenó en 2005 en el Festival Internacional de Cine de Toronto. La cinta biográfica del cantante de country Johnny Cash consigue excelentes críticas tanto por parte de la audiencia como por parte de la prensa especializada. La temporada de premios llegó a Hollywood y Reese Witherspoon se llevó a casa nueve de los premios de la crítica especializada y entre ellos el Premio de la crítica, el Premio del Público, el Premio del Sindicato de Actores, el Globo de Oro, el BAFTA y para culminar, el Óscar, como mejor actriz principal.

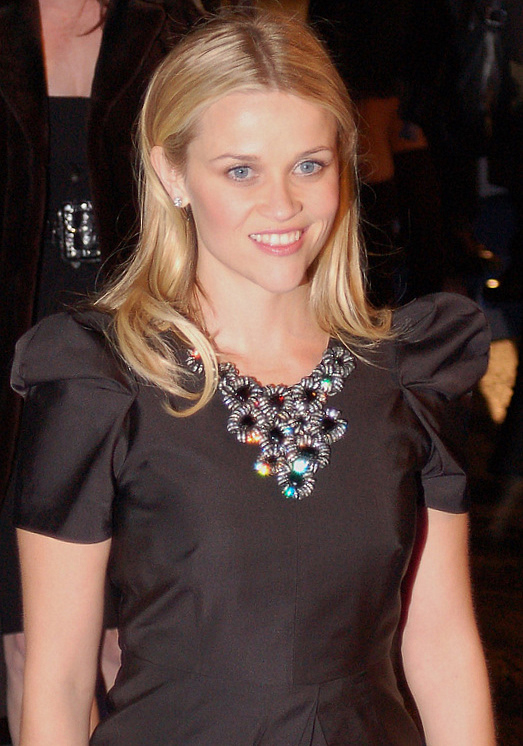
Reese Witherspoon en el estreno de Monsters vs Aliens en el Reino Unido en 2009.

Witherspoon y su coestrella en En la cuerda floja, Joaquin Phoenix, recibieron una nominación para "el vídeo de colaboración del año" de los CMT Music Awards. Witherspoon manifestó su pasión por la película.

"Me gusta mucho esta película porque es realista y representa una especie de verdadero matrimonio, una relación real, donde no están prohibidos los pensamientos y falibilidad. Y es acerca de la compasión en el largo plazo, no sólo las soluciones fáciles a problemas".

También habló de June Carter Cash, afirmando que creía que Carter Cash fue una mujer adelantada a su tiempo:

"Creo que lo realmente destacable de su persona es que ella hizo todas estas cosas que no se ven como una especie de cosas normales en 1950, cuando en realidad no era aceptable que una mujer se casara y se divorciara dos veces y tuviese dos hijos diferentes por dos maridos diferentes y viajar en un coche lleno de músicos muy famosos en todo ella sola. Ella no trató de cumplir con las convenciones sociales, por lo que creo que la hace una mujer muy moderna".

Luego de haber ganado el premio Óscar apareció en Penelope, cuya película fue hecha en 2006, pero fue estrenada por diversos retrasos en febrero del 2008, en esta película Witherspoon hacía un papel de apoyo de Annie, la mejor amiga de Penélope, una chica que tiene una maldición en su familia. Su coestrella fue Christina Ricci. La película fue producida por la empresa de Reese "Type A Films" y se estrenó en el Festival Internacional de Cine de Toronto de 2006.
Más tarde Witherspoon actuó en la película Rendition, junto a Meryl Streep, Alan Arkin, Peter Sarsgaard y Jake Gyllenhaal donde interpreta a Isabella El-Ibrahim. Fue estrenada en octubre de 2007. La película recibió la mayoría de opiniones negativas y en general se consideró una decepción en el Festival de Cine de Toronto, el rendimiento de Witherspoon también fue criticado:

"Reese Witherspoon se ve sorprendentemente sin vida".

USA Today escribió:

"Ella habitualmente inyecta energía y el espíritu en sus partes, pero en este caso, su actuación se siente apisonada".

En diciembre de 2007, Witherspoon comenzó a filmar la comedia navideña junto con el actor Vince Vaughn, Cuatro Navidades, una historia sobre una pareja que tiene que pasar su día de Navidad tratando de visitar a sus cuatro padres divorciados. La película fue lanzado en noviembre de 2008 y se convirtió en un éxito de taquilla, ganando más de 120 millones de dólares en todo Estados Unidos y en todo el mundo 157 millones dólares.
Luego, Witherspoon prestó su voz a Susan Murphy, para la película animada en 3D Monsters vs Aliens, donde actuó junto con Seth Rogen, Amy Poehler, entre otros. El filme fue estrenado el 27 de marzo de 2009 por DreamWorks Animation. La película obtuvo generalmente críticas buenas por parte de los críticos. En el mismo año, Reese produjo un spin-off de la película de Legalmente rubia llamada Legally Blondes con Camilla "Milly" Rosso y Rebecca "Becky" Rosso.
Vanity Fair publicó la lista de los Top 40 celebridades de Hollywood con más ingreso a lo largo de 2010. Witherspoon fue clasificada en el n.º 36 de la lista, ganó un estimado $14.5 millones por sus películas.

### Período de triángulos amorosos (2010)

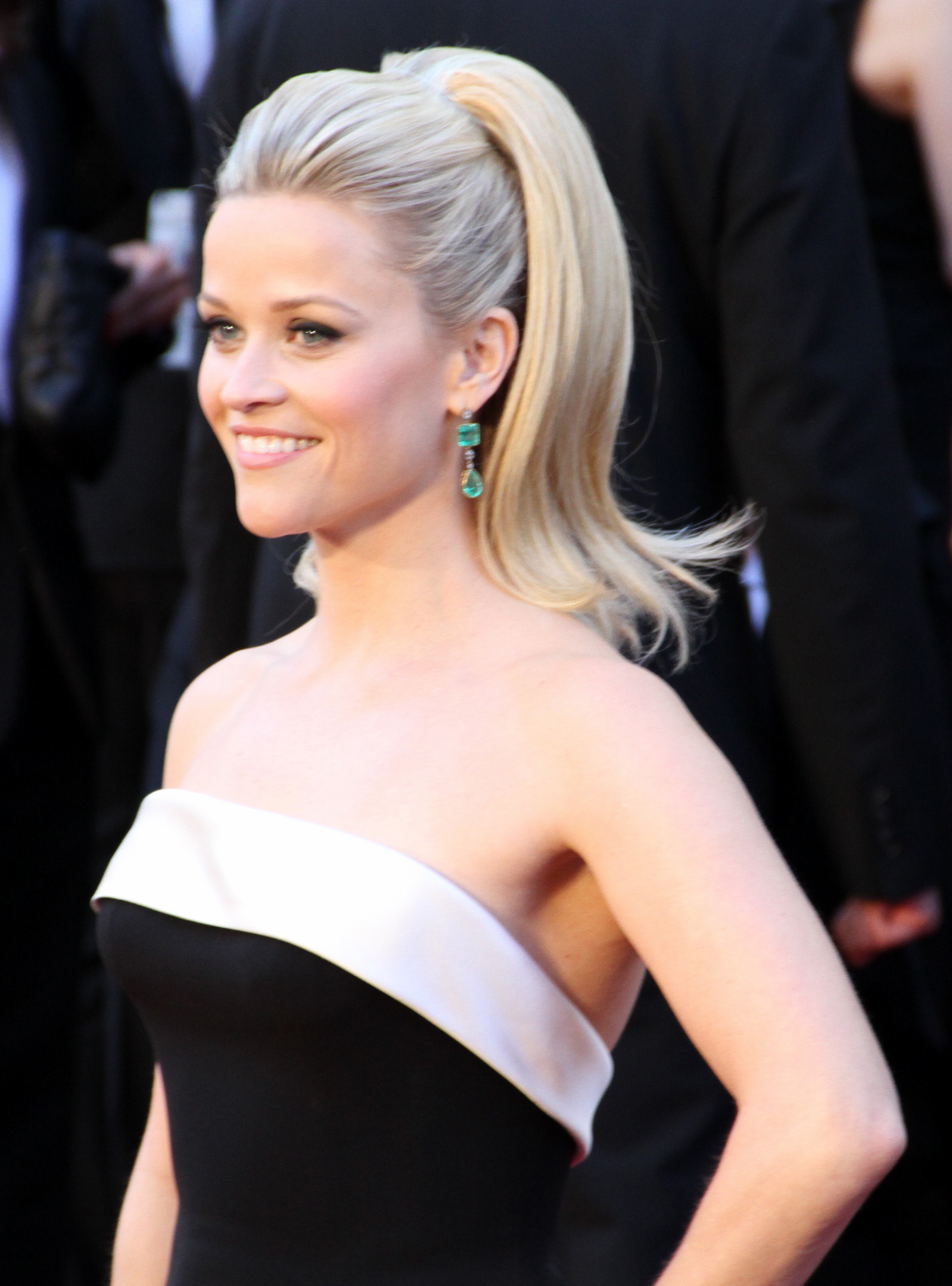
Reese Witherspoon en 83rd Academy Awards 2011.

Con la excepción de su papel de animación en Monsters vs Aliens, Witherspoon no apareció en una película de acción en vivo durante dos años después del lanzamiento de Cuatro Navidades. Witherspoon dijo a Entertainment Weekly que la "ruptura" no fue planeada, afirmando que:

"Yo no he leído nada que me gustara... Hay un montón de películas muy, muy, muy grandes sobre los robots y esas cosas y no hay una parte para una mujer de 34 años de edad, en una película de robots".

Reese regresó con tres películas en 2010, 2011 y 2012, todas centradas en torno a Witherspoon como una mujer atrapada en un triángulo amoroso entre dos hombres. En una entrevista con MTV, Witherspoon en tono de broma se refirió a este trío de películas como su "período de triángulo amoroso".
La primera película fue la comedia romántica de James L. Brooks, How Do You Know protagonizada por Witherspoon como una treintañera exjugadora de softbol nacional, que lucha por elegir entre un novio mujeriego estrella de béisbol (Owen Wilson) y un ejecutivo de negocios está investigando para el cuello blanco de la delincuencia (Paul Rudd). La película fue filmada durante el verano y otoño de 2009 en Filadelfia y Washington D. C., y fue estrenada el 17 de diciembre de 2010. La película fue un fracaso tanto de crítica y taquilla. A pesar de un presupuesto de 100 millones de dólares, la película recaudó solo $ 7.6 millones en su primer fin de semana, lo que Los Angeles Times llamó "Uno de los más grandes fracasos del año".

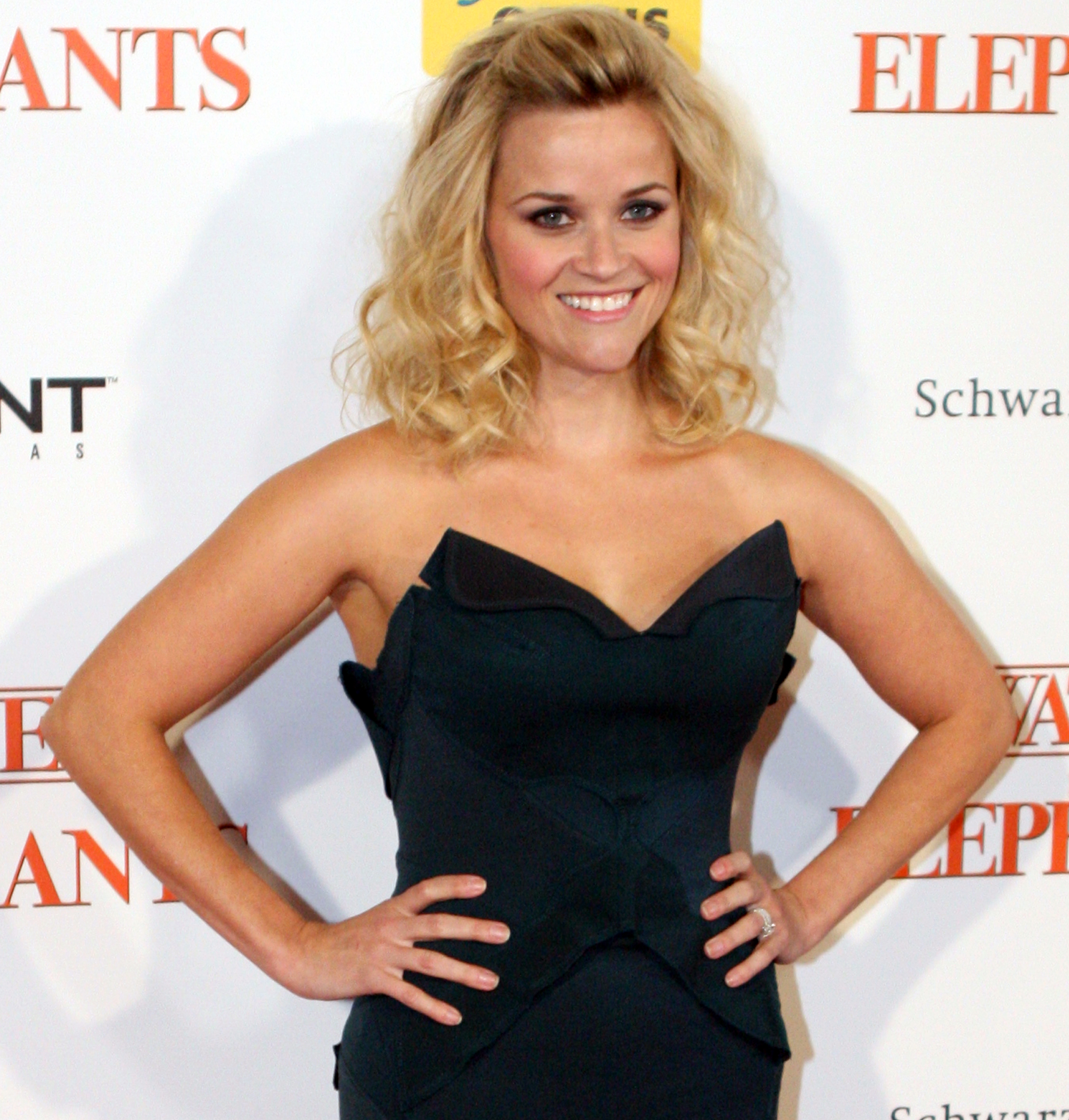
Reese Witherspoon en la premier de Agua para Elefantes en Australia 2011.

Witherspoon fue elegida para una segunda película basada en un triángulo amoroso, la adaptación al cine del drama de circo de la década de 1930 Agua para elefantes. Reese comenzó a entrenar en el circo en marzo de 2010 para su papel de Marlena, una artista glamorosa atrapada en un matrimonio con un marido volátil (Christoph Waltz), pero intrigada por el nuevo veterinario del circo (Robert Pattinson). El rodaje de la película tuvo lugar entre finales de mayo y principios de agosto de 2010 en varios lugares de Tennessee, Georgia y California. Fue lanzado el 22 de abril de 2011. Recibió críticas variadas, con muchos citando la falta de química entre Witherspoon y Pattinson.
En septiembre de 2010, Witherspoon comenzó el rodaje en Vancouver para la tercera película, Esto es Guerra!, una comedia de 20th Century Fox de espionaje dirigida por McG. Witherspoon como una mujer en el centro de una batalla entre dos mejores amigos (interpretados por Chris Pine y Tom Hardy), los dos enamorados de ella. La película tuvo un "sneak-peak" de liberación en el Día de San Valentín, antes de abrir completamente el 17 de febrero de 2012. La película fue criticado por los críticos (con una calificación de 25% Rotten Tomatoes), y les fue mal en la taquilla, teniendo el quinto lugar en su primer fin de semana con ventas de $ 17,6 millones. The New York Times comentó que esta "racha prolongada de frío de la taquilla para la ganadora del Óscar, la señora Witherspoon", y que si bien

"Hollywood sigue tratando de convertir a Reese Witherspoon en una Sandra Bullock o Julia Roberts para una nueva generación", la 'nueva generación' sigue negándose a tomar la nota".

Las próximas películas de Witherspoon son una señal de la salida del tema de un triángulo amoroso. Además el 1 de diciembre de 2010 Reese Witherspoon recibió una estrella en el Paseo de la Fama de Hollywood en 6262 Hollywood Boulevard.

### Resurgimiento y nuevos éxitos (2011–2015)

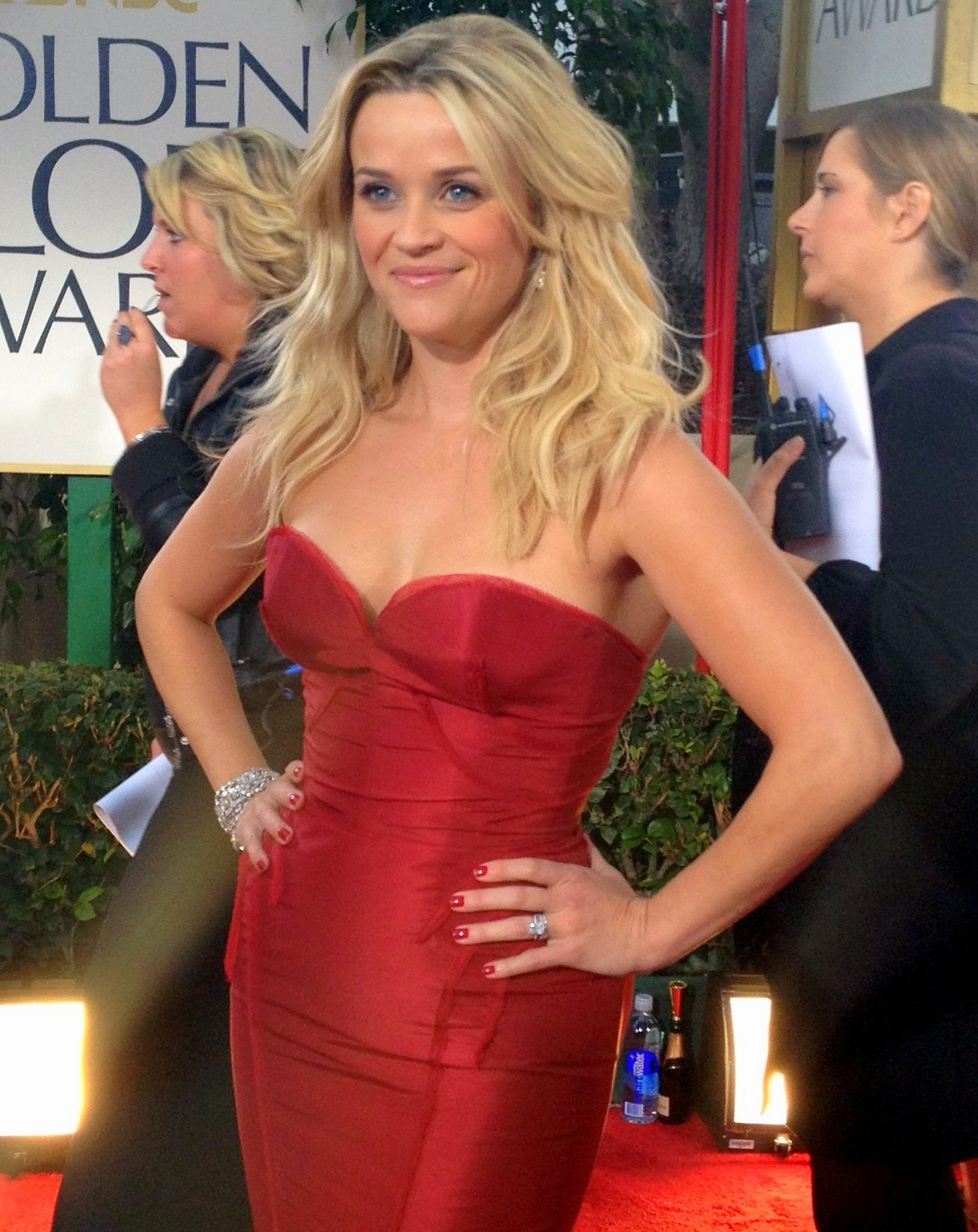
Reese Witherspoon en la entrega 69th de los Premios Globo de Oro en 2012.

En septiembre de 2011, casi un año después de empezar a trabajar en Esto es Guerra!, Witherspoon comenzó a filmar Mud en Arkansas. Interpreta el papel de soporte de Juniper, la exnovia de un fugitivo, (Matthew McConaughey), quien recluta a dos chicos locales que le ayudaran a escapar de la captura y reavivar su romance con el personaje de Witherspoon. Su estreno fue programado para el 2013, pero se estrenó en mayo de 2012 en la competencia por la Palma de Oro en el Festival de Cine de Cannes.
Más tarde Witherspoon participó en la adaptación de Atom Egoyan, Devil's Knot (2013), un libro de verdadera delincuencia. La historia está ambientada en Arkansas. Witherspoon interpreta a Pam Hobbs, la madre de uno de los tres jóvenes víctimas de un asesinato. La película se comenzó a rodar en Georgia en junio de 2012. Egoyan ha señalado que, aunque el papel requiere "un viaje cargado de emoción" en su momento se reunió con Reese, y habló largo y tendido sobre el proyecto, y que estaba muy ansioso por asumir el reto. El reparto se completa con Dane DeHaan, Colin Firth y Mireille Enos, entre otros actores.
Witherspoon estuvo ligada posteriormente a Big Eyes, escrita y dirigida por Tim Burton (película que al principio solo iba a producir) y con guion de Scott Alexander y Larry Karaszewski. Reese estaría bajo el papel de Margaret Keane, una artista que produce retratos de ojos grandes, una sensación en la década de 1960, pero fueron vendidos bajo el nombre de su marido Walter Keane (que sería interpretado por Ryan Reynolds), creando conflictos entre ellos. En abril del año 2013 se confirmó finalmente que los papeles protagónicos serían encarnados por Christoph Waltz y Amy Adams.
A comienzos del año 2013 comenzó la filmación de The Good Lie, película dirigida por Philippe Falardeau que narra la historia de una joven que llega como refugiada a los Estados Unidos dejando atrás la guerra civil de Sudán. En tierra norteamericana entablará una amistad con una asistente social. Witherspoon más tarde tomó un pequeño papel en Inherent Vice una adaptación de la novela de detectives, de Thomas Pynchon. La filmación comenzó en mayo del 2013 en Pasadena, California. En septiembre de 2013 se unió como productora de la adaptación cinematográfica de la novela de Gillian Flynn, Perdida (Gone Girl), a través de su compañía Pacific Standard.
Witherspoon comenzó a trabajar, en octubre de 2013 en Oregon, en otra adaptación que se produce a través de Pacific Standard. En esta película, llamada Alma salvaje, se retratan las memorias de Cheryl Strayed. Witherspoon será la protagonista de este proyecto, retratando a Strayed y su camino por las 1000 millas de caminata por el Pacific Crest Trail. La película fue lanzada en diciembre del año 2014 y fue aclamada por la crítica. Por esta película Witherspoon recibió la nominación como Mejor Actriz en los Premios de la Academia.
En mayo de 2014, Witherspoon empezó la producción en Luisiana de Dos locas en Fuga, una comedia en la que interpreta a un agente de policía tratando de proteger a la viuda de un narcotraficante (Sofia Vergara). La película fue lanzada el 8 de mayo de 2015.
Se han anunciado numerosos proyectos futuros, incluyendo la película de Disney Wish List, que será escrita por Glenn Berger y Jonathan Aibel y dirigida por el cineasta Paul Feig y una adaptación del libro de autoayuda, Los hombres son de Marte, las mujeres son de Venus. Witherspoon va a protagonizar conjuntamente y producir una serie de películas adicionales bajo su compañía Pacific Standard, incluyendo la comedia-drama Rule #1 y la comedia The Beard.

### Éxitos en televisión y carrera como productora (2016–presente)
En 2016, Witherspoon tuvo un papel de voz en la película de comedia musical animada Sing y también como intérprete de la banda sonora de la película. Sing se convirtió en el mayor éxito comercial de Witherspoon, siendo la primera de sus películas en ganar más de $200 millones de dólares a nivel nacional y $600 millones en todo el mundo. Ese mismo año, Witherspoon comenzó a grabar su primer proyecto de televisión desde Return To Lonesome Dove de 1993, la miniserie de siete capítulos que adapta el éxito de ventas de Liane Moriarty, Big Little Lies. Coprodujo la miniserie junto con la coprotagonista Nicole Kidman y el director Jean-Marc Vallée, su segundo proyecto bajo su dirección. La serie se estrenó el 19 de febrero de 2017 en HBO y finalizó el 2 de abril. Witherspoon obtuvo elogios de la crítica por su actuación, y TV Line la proclamó como "Artista de la semana" en las semanas del 26 de febrero al 4 de marzo de 2017 y del 23 al 29 de junio de 2019.
En 2018, protagonizó A Wrinkle in Time de Disney, una adaptación cinematográfica de la novela del mismo nombre de Madeleine L'Engle, en la que interpreta a Mrs. Whatsit. Dirigida por Ava DuVernay, la película está coprotagonizada por Oprah Winfrey y Mindy Kaling, y se estrenó en marzo de 2018. Cuatro meses después, Witherspoon comenzó a presentar el programa de entrevistas Shine On with Reese en DirecTV, en el que entrevista a invitados, enfocándose en cómo lograron sus ambiciones. El programa marca el primer papel sin guion de Witherspoon en televisión.
Witherspoon actualmente produce y protagoniza la serie dramática de Apple TV+, The Morning Show junto a Jennifer Aniston y Steve Carell. The Morning Show recibió una producción de dos temporadas, estrenándose la primera temporada en noviembre de 2019 y la segunda en septiembre de 2021. Además, es productora ejecutiva de otra de las series del servicio en streaming, Truth Be Told, estrenada en 2019 y renovada por una segunda temporada. En 2020, Witherspoon produjo y protagonizó la miniserie dramática de Hulu Little Fires Everywhere junto a Kerry Washington, la adaptación televisada de la novela del mismo nombre de Celeste Ng de 2017.

## Otros proyectos
En el ámbito publicitario, Reese Witherspoon firmó en el verano de 2007 un contrato de 5 años por 30 millones de Dólares con la empresa de cosméticos Avon Products la cual la nombró presidenta honorífica y embajadora global de la compañía. Ha realizado desde entonces varios anuncios televisivos promocionando cosméticos de Avon pudiéndose ver estos anuncios en diferentes países a lo ancho de todo el planeta. Además la actriz trabaja de forma activa en la fundación creada por Avon Products para la lucha contra el cáncer de mama y la violencia de género.
En marzo de 2012, se fusionó su productora Type A Films con Bruna Panadrea's Make Movies para crear una nueva compañía de producción titulada Pacific Standard.

## En los medios de comunicación
Tras el exitoso lanzamiento de Legalmente Rubia, Witherspoon fue anfitriona de Saturday Night Live el 29 de septiembre de 2001 fue el primer episodio al aire después de que Nueva York fue devastada por la destrucción del World Trade Center el 11 de septiembre. En 2005 obtuvo el lugar número 5 en la lista de Teen People Magazine de los jóvenes actores más poderosos de Hollywood. En 2006 Witherspoon figuraba en la lista Time 100, una recopilación de las 100 personas más influyentes en el mundo, seleccionados anualmente por la revista Time. Su artículo destacado fue escrita por el amigo y compañero coestrella en las dos películas de Legalmente Rubia, Luke Wilson. En el mismo año también fue seleccionada como una de las "100 mujeres más atractivas del mundo" por los lectores de For Him Magazine. Witherspoon ha aparecido en la lista anual de las 100 celebridades de la revista Forbes en el 2006 y 2007, en el N.º 75 y N.º 80, respectivamente. Forbes también la puso en la lista de las diez celebridades dignas de confianza, de acuerdo con los personajes que ha desempeñado en la pantalla. Ella también fue incluida entre los mejores CEOWORLD revista Mujeres Artistas consumados.
En 2006 Star inventó una historia diciendo que Witherspoon estaba embarazada de su tercer hijo, lo cual llevó a Witherspoon a demandar a la empresa matriz de la revista American Media Inc en Los Ángeles por violación de privacidad. Reclama en la demanda daños y penas sin especificar, afirmando que la publicación ha dañado su reputación, ya que se sugería que escondía la noticia a los productores de sus próximas películas.
Witherspoon ha aparecido cuatro veces en las listas anuales "100 Most Beautiful" de la revista People. En 2007 fue seleccionada por el público del programa de entretenimiento y noticias Access Hollywood como una de las estrellas femeninas mejor vestidas del año. Un estudio realizado por Market Research E-Poll mostraba que Witherspoon es la celebridad femenina más simpática de 2007. Ese mismo año, Witherspoon se estableció como la actriz mejor pagada de la industria cinematográfica norteamericana, ganando de 15 a 20 millones de dólares por película. En abril de 2008, Witherspoon apareció como estrella invitada en la campaña de caridad Gives Back. En los MTV Music Awards 2011, al recibir el Premio Generación MTV, Witherspoon criticó a las estrellas que han producido cintas de sexo y fotos explícitas. En abril de 2011, se clasificó tercera en la edición People's annual Most Beautiful issue.

## Filantropía

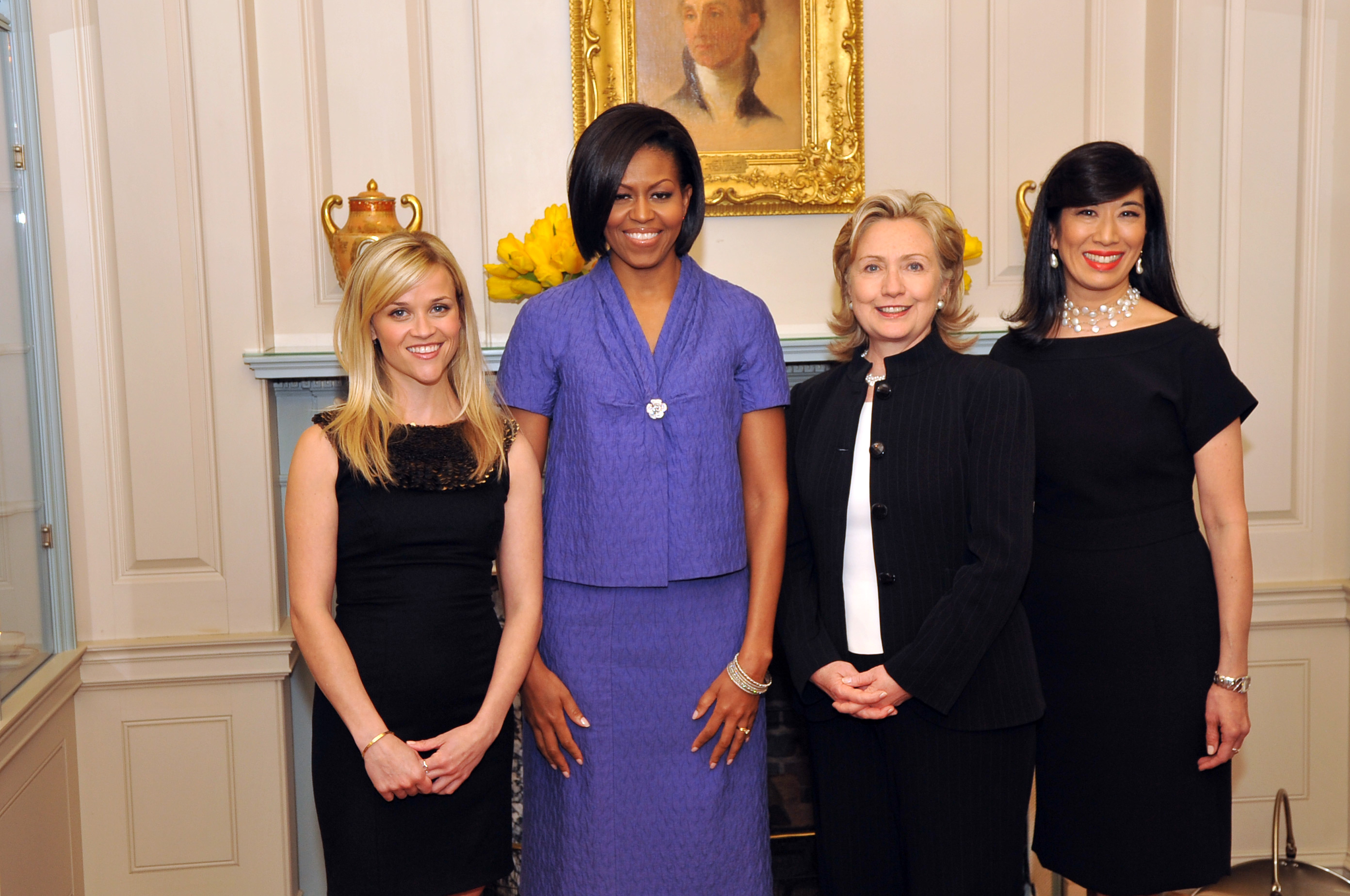
Reese Witherspoon, Michelle Obama, Hillary Rodham Clinton y la presidenta de Avon Products y CEO, Andrea Jung el 10 de marzo del 2010.

Witherspoon está participando activamente en organizaciones de defensa de niños y mujeres. Forma parte desde hace mucho tiempo en Save the Children, una organización que ayuda a los niños de todo el mundo a través de educación, salud y ayuda de emergencia. También es miembro del Consejo del Fondo de Defensa de los Niños, una organización de defensa de niños y grupo de investigación. En 2006, Witherspoon se encontraba entre un grupo de actrices que fueron a Nueva Orleans, Luisiana, en un proyecto de CDF para dar a conocer las necesidades de las víctimas del huracán Katrina. En este viaje, ayudó a abrir la escuela de la ciudad de la Libertad en primer lugar, mientras se reunió y habló con los niños. Witherspoon llamó a esta una experiencia que nunca olvidará.
En 2007, Witherspoon hizo su primer movimiento en el mundo de los endosos, ya que firmó un acuerdo de varios años para servir como la primera embajadora global de cosméticos de la empresa Avon Products. Ella actúa como portavoz de los productos cosméticos de Avon y sirve como presidenta de honor de la Avon Foundation, una organización benéfica que apoya a las mujeres y se centra en la investigación del cáncer de mama y la prevención de la violencia doméstica. Al explicar sus motivos para unirse a la fundación, dijo

"Como mujer y como madre me preocupa mucho el bienestar de otras mujeres y niños en todo el mundo y a través de los años, siempre he buscado oportunidades para marcar la diferencia."

## Vida personal

### Primer matrimonio
Witherspoon conoció al actor estadounidense Ryan Phillippe en su fiesta de cumpleaños el 21 de marzo de 1997, donde se presentó a él diciendo: "creo que eres mi regalo de cumpleaños." La pareja se comprometió en diciembre de 1998, y se casaron en Charleston, Carolina del Sur el 5 de junio de 1999 en Wide Awake Plantation, tras la publicación de la taquillera Cruel Intentions. Tienen dos hijos: una hija llamada Ava Elizabeth, nacida el 9 de septiembre de 1999, y un hijo, Deacon Reese, quien nació el 23 de octubre de 2003. Para poder cuidar a los niños, la pareja se alternó los horarios de filmación para sus películas.

### Separación y divorcio
En 2005, en respuesta a informes de prensa de Witherspoon y Phillippe recibiendo asesoría matrimonial, Witherspoon, declaró:

"Lo hemos hecho en el pasado, y siempre me pareció curioso que se aferren a esa historia y la hagan sonar de manera negativa".

 En diciembre de 2005, dijo en The Oprah Winfrey Show

¿En qué medida estar trabajando en ti o tu matrimonio es algo malo? ¿Qué matrimonio no es un viaje?... Nadie es perfecto... Todos tenemos nuestros propios problemas".

 Ese mismo mes, Witherspoon también dijo en una entrevista:

"Creo que si alguien se basa en la idea de que son perfectas o su vida es perfecta, o su relación es perfecta y es tan problemático acerca de la destrucción de la fachada en lugar de llegar a lo que es real, que es problemático"

El divorcio se dio por diferencias irreconciliables, aunque muchos medios sostienen que el motivo real fue la infidelidad de Ryan con su coprotagonista Abbie Cornish, aunque el actor lo ha negado en reiteradas ocasiones. En octubre de 2006, Witherspoon y Phillippe anunciaron que habían decidido separarse formalmente después de siete años de matrimonio. Al mes siguiente Witherspoon pidió el divorcio, citando diferencias irreconciliables. En su demanda pedía la custodia legal de sus dos hijos y la custodia física exclusiva, con plenos derechos de visita para Phillippe. La pareja no tenía acuerdo prenupcial por lo que ambos tendrían derecho a la mitad de todos los bienes adquiridos durante el matrimonio bajo la ley de California, siendo más importantes los bienes de Witherspoon. Sin embargo, según la revista People, el actor renunció a la mitad de la fortuna de Reese que por ley le tocaba y solo pidió la custodia compartida de los niños, la cual le fue concedida. Los documentos finales de divorcio fueron otorgados por la Corte Superior de Los Ángeles el 5 de octubre de 2007.

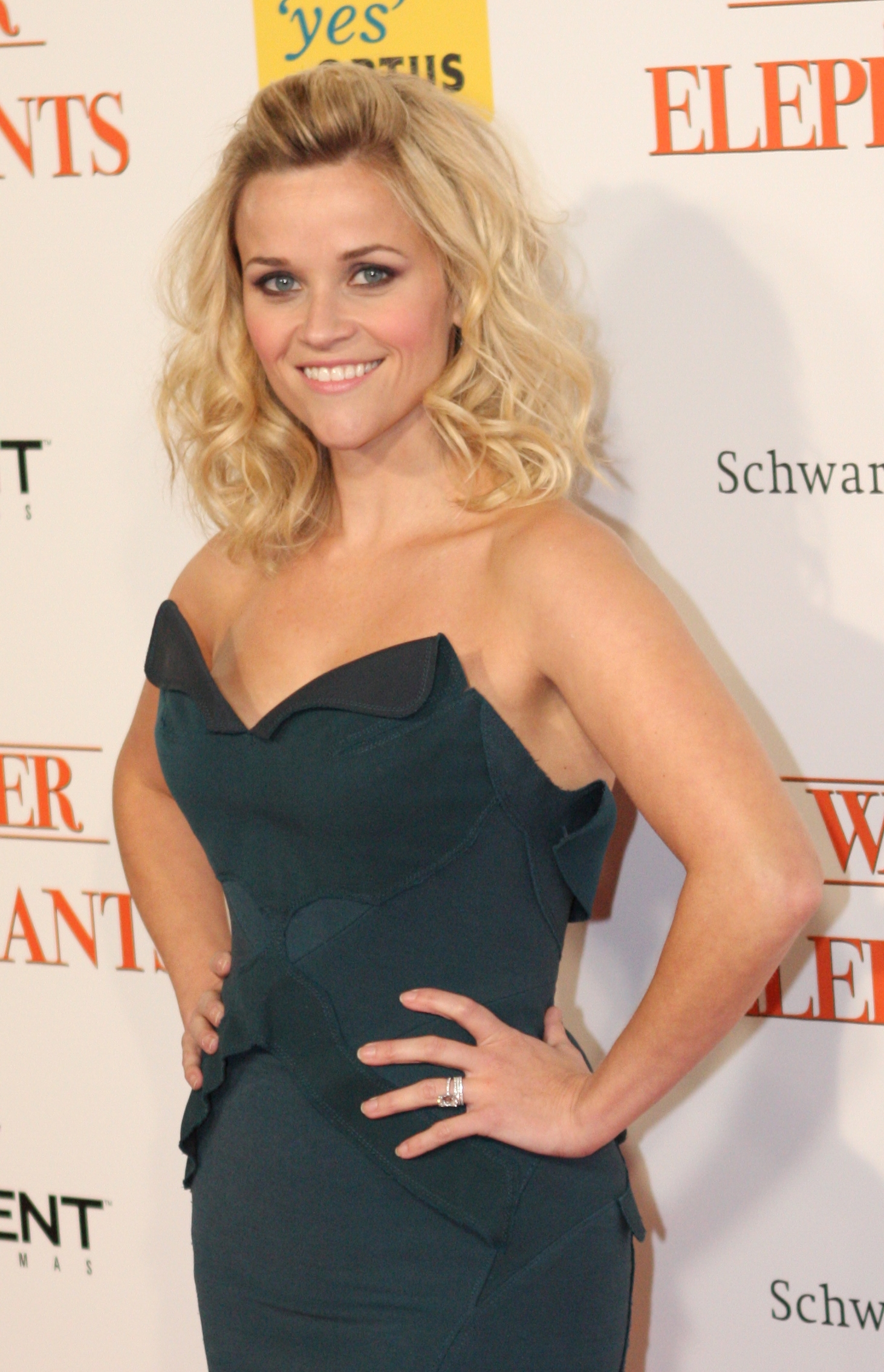
Reese Witherspoon en el estreno de Agua para Elefantes en mayo de 2011 en Australia.

La prensa rosa en Estados Unidos empezó a relacionar a la actriz, al menos desde 2007, con Jake Gyllenhaal. La pareja mantenía su relación en privado, no apareciendo juntos en ningún evento público hasta la ceremonia de los premios de la academia de Hollywood de 2009. Entonces, hicieron pública su relación al mostrarse como pareja en la fiesta posterior a los Óscar organizada por la revista Vanity Fair. Fueron vistos visitando juntos diversos lugares públicos, como el Museo del Prado, pero ambos desmintieron tener planes de matrimonio. La pareja terminó informando que habían roto su relación en diciembre de 2009.

### Segundo matrimonio
En febrero del 2010 Witherspoon inició una relación con Jim Toth. En ese momento, Toth era un agente de talento de la agencia Creative Artists, que representa a Witherspoon. En septiembre de 2010 fue ascendido para convertirse también en uno de los dos jefes de la agencia. Witherspoon y Toth anunciaron su compromiso en diciembre de 2010, y se casaron el 26 de marzo de 2011 en Ojai, California, en Libbey Ranch. En marzo de 2012 se anunció que la pareja estaba esperando un bebé, el tercero para Witherspoon y el primero de Toth. La fecha del parto estaba programada para septiembre del 2012 pero Reese, en el mes de agosto, sufrió complicaciones en el embarazo por lo que tuvo que ser hospitalizada dos veces seguidas. Asimismo aseguraron que todo estaba bien y el embarazo siguió su curso. El 27 de septiembre de 2012, dio a luz a su hijo, Tennessee James Toth. El nacimiento del pequeño Tennessee fue motivo de gran alegría para la pareja de Megan Fox y Brian Austin Green ya que según lo confirmó Brian, en el programa radiofónico de Ryan Seacrest, lograron mantener en secreto el nacimiento de su hijo Noah por casi tres semanas gracias a la cortina de humo que generó el hijo de Witherspoon:

"Dio a luz, creo, un día antes que nosotros en Santa Mónica y tuvimos suerte de ingresar al hospital a las 2:30 de la madrugada y nadie se enteró. Estuvimos ahí dos días y escuchamos que Reese estaba en el lugar y había tenido a su bebé, y cuando nosotros salimos del hospital, nadie lo sabía [que estuvimos allí]".

### Cuestiones legales
Por la mañana del 19 de abril de 2013 Witherspoon y su marido Jim Toth, que se encontraban en Atlanta debido a la filmación del film de la actriz The Good Lie, fueron detenidos por la policía debido a que Toth no pasó el control de alcoholemia con un nivel en sangre de 0,139. En el momento de la detención Witherspoon también fue arrestada por alteración del orden público ya que desobedeció las órdenes del oficial de policía, quien le había pedido que se mantuviese dentro del auto. Luego del incidente Witherspoon envió un comunicado que fue publicado en la página web TMZ donde declaró: 

“Quiero decir claramente que me tomé una copa más de lo necesario y estoy profundamente avergonzada sobre las cosas que dije [...] Fue una situación aterradora y estaba asustada por mi marido, pero eso no es excusa. Fui irrespetuosa con el agente que simplemente estaba haciendo su trabajo. No tengo otra cosa que respeto por el agente y estoy apenada por mi comportamiento.

Witherspoon apareció en Good Morning America nueve días más tarde, para pedir disculpas de nuevo y dio más detalles sobre la detención, afirmando que "pensábamos que estábamos bien para conducir y claramente no lo estábamos". Witherspoon dijo que lo que hizo fue "completamente inaceptable". Cuando el abogado de Witherspoon y su marido comparecieron en la corte el 2 de mayo, Toth se declaró culpable y se le condenó a completar 40 horas de servicio comunitario, un programa de educación de alcohol, y un año de libertad condicional; Witherspoon no refutó los cargos y fue multada con 213 dólares.

### Comentarios sobre acoso sexual y abuso en Hollywood
A raíz de la controversia por los casos de violencia y acoso sexual en Hollywood disparados por las acusaciones de abuso sexual contra Harvey Weinstein y otros famosos, Witherspoon denunció públicamente haber sufrido acoso sexual «en múltiples ocasiones» y haber sido agredida sexualmente a los 16 años por un director de cine que no identificó. Witherspoon se unió a la campaña #MeToo y a otras iniciativas para crear consciencia respecto a la violencia sexual en la industria fílmica y del entretenimiento.

## Filmografía

### Cine
| Año  | Título                                | Papel                       | Notas                        |
| ---- | ------------------------------------- | --------------------------- | ---------------------------- |
| 1991 | The Man in the Moon                   | Dani Trant                  |                              |
| 1993 | A Far Off Place                       | Nonnie Parker               |                              |
| 1993 | Jack the Bear                         | Karen Morris                |                              |
| 1994 | S.F.W.                                | Wendy Pfister               |                              |
| 1996 | Freeway                               | Vanessa Lutz                |                              |
| 1996 | Fear                                  | Nicole Walker               |                              |
| 1998 | Twilight                              | Mel Ames                    |                              |
| 1998 | Overnight Delivery                    | Ivy Miller                  |                              |
| 1998 | Pleasantville                         | Jennifer / Mary Sue Parker  |                              |
| 1999 | Cruel Intentions                      | Annette Hargrove            |                              |
| 1999 | Election                              | Tracy Flick                 |                              |
| 1999 | Best Laid Plans                       | Lissa / Kathy               |                              |
| 2000 | Little Nicky                          | Holly                       |                              |
| 2000 | American Psycho                       | Evelyn Williams             |                              |
| 2001 | The Trumpet of the Swan               | Serena                      | Voz                          |
| 2001 | Legally Blonde                        | Elle Woods                  |                              |
| 2002 | The Importance of Being Earnest       | Cecily Cardew               |                              |
| 2002 | Sweet Home Alabama                    | Melanie Smooter             |                              |
| 2003 | Legally Blonde 2: Red, White & Blonde | Elle Woods                  | También productora ejecutiva |
| 2004 | Vanity Fair                           | Becky Sharp                 |                              |
| 2005 | Walk the Line                         | June Carter Cash            |                              |
| 2005 | Just Like Heaven                      | Elizabeth Masterson         |                              |
| 2006 | Penelope                              | Annie                       | También productora           |
| 2007 | Rendition                             | Isabella Fields El-Ibrahimi |                              |
| 2008 | Four Christmases                      | Kate Kinkaid                |                              |
| 2009 | Monsters vs. Aliens                   | Susan Murphy / Ginormica    | Voz                          |
| 2009 | Legally Blondes                       | N/A                         | Productora                   |
| 2010 | How Do You Know                       | Lisa Jorgenson              |                              |
| 2011 | Water for Elephants                   | Marlena Rosenbluth          |                              |
| 2012 | This Means War                        | Lauren Scott                |                              |
| 2012 | Mud                                   | Juniper                     |                              |
| 2013 | Devil's Knot                          | Pamela «Pam» Hobbs          |                              |
| 2014 | Gone Girl                             | N/A                         | Productora                   |
| 2014 | The Good Lie                          | Carrie Davis                |                              |
| 2014 | Wild                                  | Cheryl Strayed              | También productora           |
| 2014 | Inherent Vice                         | Penny Kimball               |                              |
| 2015 | Hot Pursuit                           | Rose Cooper                 | También productora           |
| 2016 | Sing                                  | Rosita                      | Voz                          |
| 2017 | Home Again                            | Alice Kinney                |                              |
| 2018 | A Wrinkle in Time                     | Sra. Whatsit                |                              |
| 2019 | Lucy in the Sky                       | N/A                         | Productora                   |
| 2021 | Sing 2                                | Rosita                      | Voz                          |
| 2022 | Something from Tiffany's              | N/A                         | Productora                   |
| 2022 | Where the Crawdads Sing               | N/A                         | Productora                   |
| 2023 | Your Place or Mine                    | Debbie Dunn                 |                              |
| 2025 | You're Cordially Invited              | Margot Buckley              |                              |

### Televisión
| Año       | Título                              | Papel                     | Notas                                          |
| --------- | ----------------------------------- | ------------------------- | ---------------------------------------------- |
| 1991      | Wildflower                          | Ellie Perkins             | Película de televisión                         |
| 1992      | Desperate Choices: To Save My Child | Cassie Robbins            | Película de televisión                         |
| 1993      | Return to Lonesome Dove             | Ferris Dunnigan           | Recurrente (miniserie); 3 episodios            |
| 2000      | King of the Hill                    | Debbie                    | Voz; 2 episodios                               |
| 2000      | Friends                             | Jill Green                | 2 episodios                                    |
| 2002      | The Simpsons                        | Greta Wolfcastle (voz)    | Episodio: «The Bart Wants What It Wants»       |
| 2003      | Freedom: A History of Us            | Varios personajes         | 3 episodios                                    |
| 2015      | The Muppets                         | Ella misma                | Episodio: «Walk the Swine»                     |
| 2017–2019 | Big Little Lies                     | Madeline Martha Mackenzie | Elenco principal; también productora ejecutiva |
| 2019–2023 | The Morning Show                    | Bradley Jackson           | Protagonista; también productora ejecutiva     |
| 2020      | Little Fires Everywhere             | Elene Richardson          | Elenco principal                               |
| 2021      | Friends: The Reunion                | Ella misma                | Especial de televisión                         |
| 2023      | Daisy Jones & The Six               | N/A                       | Productora ejecutiva                           |
| 2023      | Tiny Beautiful Things               | N/A                       | Productora ejecutiva                           |

## Discografía
- Walk the Line (2005, Banda Sonora Original).

## Premios y nominaciones
Witherspoon ha sido nominada en dos ocasiones, a los Premios de la Academia, también conocidos como Premios Óscar, hasta nueve ocasiones a los Premios Globo de Oro, cuatro a los Premios del Sindicato de Actores (Premios SAG) y dos veces a los Premios de Cine de la Academia Británica (BAFTA). Ganó el Globo de Oro a la Mejor actriz - Comedia o Musical, el Premio SAG a la Mejor actriz, el Premio BAFTA a la Mejor actriz y el Premio de la Academia a la Mejor actriz por su actuación como June Carter en la película Walk the Line (2005).
Como productora ejecutiva ganó en 2017, un premio Primetime Emmy por la serie de televisión Big Little Lies.
En 2010, Witherspoon recibió una estrella en el Paseo de la Fama de Hollywood.